# Ludwig Grub

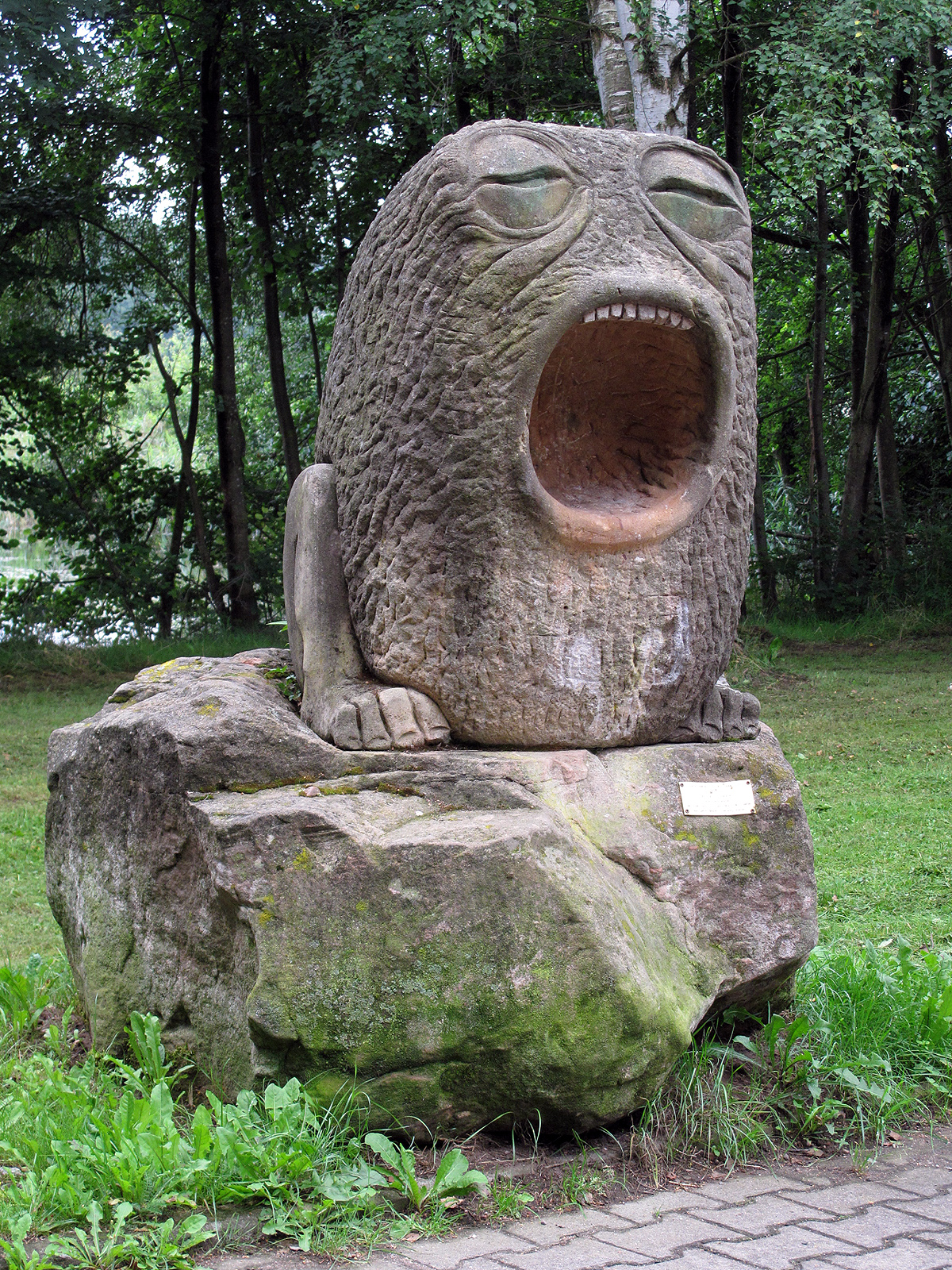
Summstein, 2003, Skulpturenweg Rodenbach, Rheinland-Pfalz, Landkreis Kaiserslautern

Ludwig Grub (* 10. Januar 1930 in Wiesbach (Pfalz); † 16. Dezember 2007 in Kaiserslautern) war ein deutscher Grafiker, Maler und Bildhauer.

## Leben und Werk
Ludwig Grub wurde im Jahre 1930 in Wiesbach in der Südwestpfalz geboren. Er studierte an der Staatlichen Schule für Kunst und Handwerk in Saarbrücken Malerei und Grafik bei Boris Kleint.
Schon während seiner Ausbildung an der Staatlichen Schule für Kunst und Handwerk in Saarbrücken unter Boris Kleint entstanden neben akademischen Sachzeichnungen, Porträts und Aktzeichnungen reportageartige Alltagsschilderungen, die das entbehrungsreiche Leben der Nachkriegszeit festhalten. In seinen frühen, mit feinen Strichen ausgeführten Zeichnungen haben sich monströse, dickleibige Mischwesen zwischen Tier und Mensch zu einem dämonischen Treiben versammelt. Phantastische Welten kennzeichnen sein gesamtes Werk, das der phantastischen Kunst zugerechnet werden kann.
Ludwig Grub begab sich gern auf Entdeckungsreisen. Dies tat er jedoch nicht nur im herkömmlichen Sinne, sondern auch dann, wenn er Holz oder Stein bearbeitete. Deutlich wurde dies bei einem seiner Lieblingsmaterialien: bei Findlingen aus Diabas-Gestein. Ludwig Grub betrachtete jeden Findling als Individuum und berücksichtigte bei der Bearbeitung seine im Laufe der Naturgeschichte gewachsene Gestalt. Ludwig Grubs Steinskulpturen sind nicht das Produkt einer ausgedachten Gestaltung. Dem Stein sollten auf keinen Fall fremde Formen aufgedrängt werden.
Der Künstler hat mehrere Arbeiten für den öffentlichen Raum geschaffen. So gestaltete er den Brunnen auf dem Dorfplatz in Rodenbach und führte einige der Arbeiten am dortigen Skulpturenweg aus. Auch den Kuseler Marktplatz zieren sieben Steinskulpturen.
Grub lebte lange Jahre in Rodenbach und zuletzt in Kusel und Butte des Suin (Burgund); er verstarb am 16. Dezember 2007 in Kaiserslautern. Die Urnenbeisetzung fand am 10. Januar 2008 auf dem Hauptfriedhof in Homburg statt.

## Ausstellungen
Posthum:
- 2011: Ludwig Grub: 1930–2007, Theodor-Zink-Museum, Kaiserslautern und Stadt- & Heimatmuseum Kusel, mit Katalog
- 2022: Ludwig Grub: 1930–2007, Malerei, Graphik, Angewandte Kunst, Kunsthalle Waldmohr, Waldmohr